# Bhinder
Bhinder là một thành phố và khu đô thị của quận Udaipur thuộc bang Rajasthan, Ấn Độ.

## Nhân khẩu
Theo điều tra dân số năm 2001 của Ấn Độ, Bhinder có dân số 16.365 người. Phái nam chiếm 51% tổng số dân và phái nữ chiếm 49%. Bhinder có tỷ lệ 63% biết đọc biết viết, cao hơn tỷ lệ trung bình toàn quốc là 59,5%: tỷ lệ cho phái nam là 74%, và tỷ lệ cho phái nữ là 52%. Tại Bhinder, 14% dân số nhỏ hơn 6 tuổi.